# 丰库站
丰库站是位于吉林省长岭县丰库村的一个铁路车站，邮政编码131506。车站建于1923年，有平齐铁路经过该站，现仅办理货运，不办理客运业务，车站及其上下行区间均未电气化。车站距离四平站189公里，隶属哈尔滨铁路局，是四等站。

## 历史
建于1923年。

## 业务办理
- 客运办理旅客乘降，行李，包裹托运业务。
- 货运办理整车货物到发。